# Boo Weekley
Thomas Brent (Boo) Weekley (Milton, 23 juli 1973) is een Amerikaanse golfprofessional.

## Vroege leven
Na zijn middelbare school besloot hij een agrarische studie te volgen. Hij ging naar de Abraham Baldwin Agricultural College en speelde college golf. Na een jaar ging hij weg. Hij nam een baan in Pensacola waar hij ammoniatanks moest schoonmaken.

## Professional
Weekley werd in 1997 professional en speelde op de mini-tours totdat hij zich in 2002 voor de Amerikaanse PGA Tour kwalificeerde. Na een jaar verloor hij zijn speelrecht en van 2003-2006 speelde hij op de Nationwide Tour.
In 2007 was hij terug op de PGA Tour. In 2007 en 2008 The Heritage. Nadat hij The Heritage in 2007 won, stond hij nummer 55 op de wereldranglijst en mocht hij zijn land vertegenwoordigen in de World Cup. Toen hij in 2008 The Heritage opnieuw won, als 20ste eindigde bij de Masters en het Amerikaanse PGA-kampioenschap en als 26ste bij het US Open, steeg hij naar nummer 25. In 2008 maakte hij deel uit van het Amerikaanse Ryder Cup-team. In 2009 werd hij uitgeroepen tot Atleet van het Jaar door de All Sports Association Inc.
Weekley heeft weinig in Europa gespeeld. Hij kwam over voor het Brits Open in 2007, 2008 en 2009 en speelde in 2007 en 2009 het Schots Open.
In 2013 won hij de Crowne Plaza Invitational at Colonial, waarmee hij $1.152.000 verdiende en waarna hij weer nummer 55 op de wereldranglijst stond.
Weekley speelt nog op de PGA Tour maar houdt zich daarnaast veel bezig met het organiseren van golftoernooien voor liefdadige doelen.

## Gewonnen
- 2007: Verizon Heritage op de Harbour Town Golf Links (Hilton Head Island, South Carolina)
- 2008: Verizon Heritage op de Harbour Town Golf Links (Hilton Head Island, South Carolina)
- 2013: Crowne Plaza Invitational at Colonial op de Colonial Country Club (Fort Worth, Texas)

## Teams
- World Cup: 2007
- Ryder Cup: 2008